# 鈴木唯
鈴木唯（すずき ゆい、1993年12月13日 - ）は、フジテレビのアナウンサー。東京都出身。

## 経歴
中学・高校は「国際学級」のクラスに入学し、授業の半分くらいを英語で行うクラスだった。早稲田大学国際教養学部卒業。日本育ちで帰国子女ではないものの、授業を全て英語で行う国際教養学部に通い、米国のワシントン大学へ1年間留学したため英語が得意である。2016年4月、フジテレビにアナウンサーとして入社。同期入社は、上中勇樹・堤礼実・永尾亜子・藤井弘輝。入社後は主に情報番組やスポーツ番組を担当し、サッカー試合の中継番組に「サッカーMC」としてジョン・カビラとともに出演する。

## 人物
親が「これからは英語の時代でしょ!」ということで、小学生の時から英会話スクールに通った。TOEICは2回目の受験で満点だった。
剣道を小学3年生から中学3年生までやっていた。
資格は剣道2段、TOEIC990点（満点）、漢字検定2級、普通自動車免許を所持。
趣味は野球観戦、ゴルフ、ピアノ、旅行。
ゲーム好きで、フジテレビのアナウンス室で一番のゲーマーを自称している。

## 出演番組
レギュラー出演番組・キャスター名（地上波）
| 期間      | 期間      | 月曜日                              | 火曜日                            | 水曜日                                                 | 木曜日                                | 金曜日                                   | 土曜日                                   | 日曜日                      |
| --------- | --------- | ----------------------------------- | --------------------------------- | ------------------------------------------------------ | ------------------------------------- | ---------------------------------------- | ---------------------------------------- | --------------------------- |
| 2016.10   | 2017.3    | （なし）                            | （なし）                          | （なし）                                               | めざましテレビアクア お天気キャスター | めざましテレビアクア お天気キャスター    | （なし）                                 | （なし）                    |
| 2017.4    | 2017.6.11 | （なし）                            | （なし）                          | （なし）                                               | めざましテレビアクア 情報キャスター   | めざましテレビアクア 情報キャスター      | （なし）                                 | （なし）                    |
| 2017.6.14 | 2017.9    | （なし）                            | （なし）                          | （なし）                                               | めざましテレビアクア 情報キャスター   | めざましテレビアクア 情報キャスター      | スポーツLIFE HERO'S サッカープレゼンター | （なし）                    |
| 2017.10   | 2018.3    | めざましテレビアクア 情報キャスター | （なし）                          | めざましテレビ エンタメキャスター                      | （なし）                              | THE NEWS α スポーツキャスター            | スポーツLIFE HERO'S サッカープレゼンター | （なし）                    |
| 2018.4    | 2019.3    | （なし）                            | めざましテレビ エンタメキャスター | めざましテレビ エンタメキャスター                      | （なし）                              | FNNプライムニュース α スポーツキャスター | S-PARK フィールドキャスター              | （なし）                    |
| 2019.4    | 2020.1    | （なし）                            | めざましテレビ エンタメキャスター | めざましテレビ エンタメキャスター                      | （なし）                              | FNN Live News α スポーツキャスター       | S-PARK フィールドキャスター              | （なし）                    |
| 2020.2    | 2022.3    | （なし）                            | めざましテレビ エンタメキャスター | めざましテレビ エンタメキャスター                      | （なし）                              | FNN Live News α スポーツキャスター       | （なし）                                 | S-PARK フィールドキャスター |
| 2022.4    | 2022.12   | （なし）                            | めざましテレビ エンタメキャスター | めざましテレビ エンタメキャスター                      | ポップUP! プレゼンター                | ポップUP! プレゼンター                   | （なし）                                 | （なし）                    |
| 2023.1    | 2023.3    | （なし）                            | （なし）                          | めざましテレビ エンタメキャスターぽかぽか ナレーション | めざましテレビ エンタメキャスター     | （なし）                                 | （なし）                                 | （なし）                    |
| 2023.4    | 2024.9    | （なし）                            | （なし）                          | （なし）                                               | めざましテレビ エンタメキャスター     | めざましテレビ エンタメキャスター        | （なし）                                 | （なし）                    |
| 2024.10   | 2025.3    | （なし）                            | めざましテレビ エンタメキャスター | (なし)                                                 | (なし)                                | めざましテレビ エンタメキャスター        | （なし）                                 | （なし）                    |
| 2025.4    | 現在      | （なし）                            | めざましテレビ エンタメキャスター | ノンストップ! ナレーション                             | (なし)                                | めざましテレビ エンタメキャスター        | （なし）                                 | （なし）                    |
| 備考      |           |                                     |                                   |                                                        |                                       |                                          |                                          |                             |

### その他
- めざましテレビ
  - エンタメリポーター
  - 「鈴木唯のフトコロ入らせてください」（不定期）
  - 「リポーターやってください」（不定期コーナー進行）
  - 「やってユイ！」（不定期）（2023年12月21日・2024年3月21日・6月6日・7月18日・8月29日・11月21日・12月12日・2025年2月20日）
  - お天気キャスター（2016年9月16日） - 阿部華也子の夏季休暇中に代役
  - 情報キャスター・エンタメキャスター兼務（2022年1月21日） -伊野尾慧の新型コロナウィルス感染症感染に伴い、前日の出演者出演見合わせによる、エンタメキャスターの永尾・情報キャスターの藤本の代役と兼務
  - エンタメキャスター（2021年2月25日・2023年2月24日・3月24日・6月12日） - 軽部真一の休暇中に代役
  - エンタメキャスター（2023年2月23日・6月9日・2024年3月14日・15日・21日・22日・2025年3月14日・21日）- 軽部真一の休暇中に代役。なお、担当日により、鈴木の担当業務を、2023年2月23日・2024年3月14日は、小山内が、2023年6月9日は、通常と兼務し、2024年3月15日は、原田が担当。なお、2024年3月21日・22日は、軽部の業務を鈴木と生田が共同で代行し、鈴木は通常と兼務し、生田も通常と兼務しながら担当した。ただし、22日は、生田は、（通常は、金曜日は、翌日のめざましどようび出演のため不在）金曜のめざましテレビメーンキャスターと兼務しながら担当。2025年3月14日・21日は、伊藤と原田と共にコーナー毎に代行した。
  - エンタメキャスター（2022年8月12日・2023年2月6日・2024年7月16日）- 小山内鈴奈の休暇中・不在時に代役
  - コーナー進行（2023年1月31日・2月7日） - 米ディズニー100周年&めざましテレビ30周年特別企画
  - エンタメキャスター（2023年3月7日・6月14日・21日・7月12日・19日・26日・9月27日・10月18日・2024年2月28日）- 渡邊渚の休暇中・長期休養中に代役
  - 情報キャスター（2023年8月10日・10月25日・12月6日・2024年2月13日・14日・12月5日・12日・2025年2月27日・3月20日） -井上清華体調不良のため藤本万梨乃がメーンキャスター代行による代役 ・藤本万梨乃の代休中・ご当地うま撮GPの中継時・井上清華の休暇時に伴うメインキャスター代行による代役・勤務調整・藤本万梨乃の休暇に伴う代行時に代役
  - 情報キャスター（2023年12月15日・2024年2月26日・12月23日・2025年2月14日[10]・24日・3月3日・31日・5月19日）- 原田葵コーナー担当・休暇・取材・体調不良・井上清華の休暇時に伴うメインキャスター代行による代役
  - めざましどようび
  - エンタメリポーター
  - （2022年5月7日） - フィールドキャスター
- スポーツ中継（サッカー）
- BSフジNEWS
- ダウンタウンなう（2016年7月22日）
- プロ野球ニュース（フジテレビONE、2016年7月27日 - ） - 2016年シーズンは主に水曜MC。2017年は日曜MC
- 情報プレゼンター とくダネ!（2016年8月29日 - 31日）- 菊川怜の夏季休暇中に代役
- みんなのニュース（2016年9月20日・9月21日）- 木村拓也の夏季休暇中に代役
- うどんが主食presentsアナとウドン（2016年10月5日・2017年1月1日）
- Mr.サンデー（2016年11月6日） - 椿原慶子のアメリカ滞在時に代役
- ネプリーグSP 林先生からの挑戦状!女子アナセンター試験（2016年11月14日）
- 新しい波24（2016年12月28日） - パイロット版特番で司会
- あしたのコンパス（ホウドウキョク、2016年7月22日 - 2017年3月28日） - 火曜パートナー
- FLAG7（ホウドウキョク、2017年4月4日 - 2017年6月13日） - 火曜パートナー
- 新しい波24（2017年4月4日、7月11日、8月22日） - 第1回、15回、21回MC他。
- GO!GO!チャギントン （2017年3月4日 - 2018年1月28日） - 5代目ナビゲーター
- FNNニュース（2021年12月30日）
- FNN Live News α
  - スポーツキャスター（2020年9月2日・3日） - 内野泰輔の夏季休暇中に代役
  - サッカー中継（2022年11月16日 - 12月10日）
- TEPPEN - ネプチューンと共にMC
- 翔んで埼玉プレゼンツ日本全国！愛すべき逆お国自慢GP（2023年12月2日・2024年5月4日） - 原田葵と共に進行
- 土曜プレミアム『FNS明石家さんまの推しアナGP』（2024年4月20日）
- S-PARK
  - ニュースキャスター（2022年8月7日・9月24日）
- ポップUP!（2022年5月3日・4日） - 佐久間みなみ不在時の代役
- めざまし8
  - （2023年8月28日・2024年3月19日・25日・9月23日） - 西山喜久恵不在時の代役
  - （2024年7月30日・8月6日） - パリオリンピック取材のための不在のキャスター陣の代役
  - （2024年2月5日・12日）-安宅晃樹不在時の代役
- 『TOKYO E-PRIX』（2024年3月30日‐ ）- 三宅正治と共にMC ※関東ローカル
- Lady Go（2024年11月15日〈14日深夜〉- ） - 上垣皓太朗と共にMC ※毎月1回、木曜日放送。関東ローカル[11][12]
- 週刊ナイナイミュージック（2024年11月6日 - ）- ナレーション

## その他
- 一日警察署長 多摩中央警察署（2022年7月2日）[13][14]
- KANSAI COLLECTION 2019 SPRING & SUMMER-（2024年3月20日、京セラドーム大阪） - ランウェイ[15]
- Nintendo Switch ミステリーの歩き方（2024年12月12日発売） - キャスター 役（声の出演）[16]。